# Church of Satan
Church of Satan er en organisation dedikeret til filosofien satanisme, som bliver kodificeret i Satans bibel. Church of Satan blev etableret i Black House i San Francisco, Californien, Valborgsaften, 30. april 1966 af Anton Szandor LaVey, som var kirkens ypperstepræst frem til sin død i 1997. I 2001 blev Peter H. Gilmore ypperstepræst, og kirkens hovedkvarter blev flyttet til Hells Kitchen, Manhattan, New York.
Church of Satan beskriver sit strukturelle grundlag som en klike, der "... opretholdes som et underground celle-system med enkeltpersoner, som deler basis af [vores] filosofi". Medlemskab af Church of Satan er tilgængeligt på to niveauer: registreret medlemskab og aktivt medlemskab Registrerede medlemmer er simpelthen dem, der vælger at tilslutte sig på et formelt niveau ved at indsende de nødvendige oplysninger og betale et engangs registreringsgebyr på tohundrede dollars, hvorefter person vil modtage et " ... karmoisinrødt kort", der erklærer dem som medlem af Church of Satan.
Aktivt medlemskab er til rådighed for dem, der ønsker at have en mere aktiv rolle i organisationen, og er betinget af gennemførelse af en mere fyldestgørende ansøgning.
Church of Satan tilbyder også bryllups- og begravelsesceremonier til medlemmerne, hvis de ønsker det. Sådanne ceremonier udføres af et medlem af kirkens præsteskab.
Den Sataniske bryllupsceremoni og den Sataniske begravelsesceremoni blev først stillet til rådighed for offentligheden, da de blev offentliggjort i De sataniske skrifter.
The Church of Satan afviser legitimiteten af andre organisationer, der hævder at være sataniske, og kalder dem omvendt-kristne, pseudo-satanister eller djæveltilbedere. I dag, promoverer Church of Satan sig selv som den eneste autentiske repræsentation af satanisme, og rutinemæssigt udgiver den materialer der understreger denne påstand.

## I Danmark
Church of Satan havde en undergruppering i Danmark ved navn Prometheus Grotten, men samarbejdet ophørte få år efter Anton LaVeys død på grund af uenigheder mellem de danske og amerikanske satanister. 
I 2001 oprettede medlemmer af Prometheus Grotten, Satanisk Forum, der har som sit primære formål at styrke den sataniske kultur i Danmark.